# 亞歷山大·達布拉沃爾斯基
亞歷山大·阿爾赫塔維奇·達布拉沃爾斯基（羅馬化：Alyaksandr Alhertavich Dabravolski；1958年11月23日—），白俄羅斯政治人物、律師和無綫電物理學家。